# ГЕС Moyopampa
ГЕС Moyopampa — гідроелектростанція в Перу. Знаходячись між ГЕС Callahuanca (вище по течії) та ГЕС Хуампані (30 МВт), входить до складу гідровузла у сточищі річки Рімак (дренує західний схил Анд та впадає до Тихого океану в столиці країни Лімі).
Відпрацьована на станції Callahuanca вода потрапляє у річку Santa Eulalia (права притока Рімак), на якій одразу споруджена невелика водозабірна гребля Барбабланка. Від неї ресурс спрямовується у розташований на правому березі басейн для видалення осаду, з якого починається дериваційний тунель довжиною 12,5 км. По завершенні він переходить у три напірні водоводи довжиною по 0,8 км, які завершуються у спорудженому на правому березі Рімак (після впадіння Santa Eulalia) машинному залі.
Основне обладнання станції становлять три турбіни типу Пелтон потужністю 21,3 МВт, 22 МВт та 24 МВт (загальна потужність станції номінується як 69,2 МВт). При напорі у 460 метрів гідроагрегати виробляють 468 млн кВт·год електроенергії на рік.
Відпрацьована вода по відвідному каналу довжиною 0,15 км відводиться до річки Рімак.